# Горячит
Горячит — местный устаревший термин, плутоническая полнокристаллическая интрузивная горная порода натриевого типа, состоящая из нефелина (50—60 %), основного и среднего плагиоклаза (25—30 %), кали-натриевого полевого шпата (5—10 %), а также — магнетита и акцессорного апатита со спорадическим содержанием эгирина, щелочных амфиболов, флюорита и различных сульфидов. Относится к щелочным габброидам; имеет гипидиоморфнозернистую структуру и текстуру массивного типа. Как правило, слагается в штоках.
Местный термин (гора Горячая, Минусинская депрессия, Сибирь, Россия).